# Оссолинский, Иероним
Иероним Оссолинский (ум. 1576) — польский государственный и военный деятель, каштелян садецкий (1568), войницкий (1569) и сандомирский (1570).

## Биография
Представитель польского дворянского рода Оссолинских герба «Топор». Единственный сын Павла Оссолинского (ум. 1534), дидича Климонтува, и Збигневы Слупецкой.
Последователь кальвинизма в Польше, лидер протестантской партии в Малой Польше, поддерживавший короля Сигизмунда Августа.
Иероним Оссолинский был видной фигурой при королевском дворе, часто избирался на сеймы от Краковского воеводства. Получил прекрасное образование за границей. Учился в немецких университетах, а в Италии служил в армии династии Медичи. В 1531 году участвовал в польской военной кампании против Молдавского княжества.
В 1569 году Иероним Оссолинский поддержал заключение Люблинской унии между Польским королевством и Великим княжеством Литовским.
Избирался послом от Краковского воеводства на сеймы в 1553, 1556/1557 и 1562/1563 годах. В 1556/1557 годах на варшавском сейме выступал за реформирование католической церкви в Польше. В 1557 года на генеральном синоде в Пинчуве Иероним Оссолинский был назван одним из пяти светских сенаторов протестантского исповедания.
Во время первого безкоролевья Иероним Оссолинский создал конфедерацию по обеспечению мира между диссидентами и католиками. В 1570 году получил должность каштеляна сандомирского. В январе 1573 года подписал акт Варшавской конфедерации. В том же 1573 году Иероним Оссолинский поддержал кандидатуру французского принца Генриха Анжуйского на польский королевский престол и в феврале 1574 года участвовал в церемонии его коронации в Кракове. В 1575 году поддержал детронизацию Генриха Валуа после его бегства из Польши.
Иероним Оссолинский был похоронен в Гозлицах, где он превратил римско-католический костёл в кальвинистский храм.

## Семья
После 1547 года женился на кальвинистке Катаржине Зборовской (ум. 1587), дочери каштеляна краковского Мартина Зборовского (1492 — 1565) и Анны Конарской (ок. 1499—1575). Дети:
- Ян Оссолинский (ум. 1576), староста плоцкий
- Иероним Оссолинский (ум. 1581)
- Пётр Оссолинский (ум. 1580)
- Николай Оссолинский (ум. 1598), дидич Климонтува
- София Оссолинская, жена каштеляна пшемысльского Станислава Дрогоевского (ум. ок. 1583)
- Ян Збигнев Оссолинский (ок. 1555—1623), воевода подляшский и сандомирский
- Анджей Оссолинский (ум. 1616), жупнин Русской земли
- Мартин Оссолинский (ум. 1580), ротмистр королевский, староста кшечувский, хорунжий краковский.